# Pasquale Clemente (1848-1925)
Pasquale Clemente (Notaresco, 4 marzo 1848 – Notaresco, 17 maggio 1925) è stato un politico e agronomo italiano.

## Biografia
Pasquale Clemente nasce a Notaresco il 4 marzo 1848 da un'antica famiglia di Castelbasso da sempre famosa per l'impegno politico e sociale. Figlio del nobile Vincenzo Clemente, che ancora giovanissimo era stato uno dei più influenti carbonari della provincia e di Teresa dei baroni Gozzi. Laureatosi giovanissimo in medicina, preferì dedicarsi all'agricoltura e alla politica.  Tra i suoi maggiori interessi la sericoltura;  sul Corriere Adriatico del 21 giugno 1879, in relazione all'imponente stabilimento attivato a Notaresco l'anno prima si legge un elogio per lo splendido risultato ottenuto da Pasquale Clemente e dal suo metodo di confezionamento del seme a sistema cellulare. Per molti anni farà parte del Consiglio superiore dell'industria serica.
Della sua attività politica conclusasi come senatore del Regno d'Italia, vanno ricordate le tre legislature da deputato, gli anni da Sindaco di Notaresco, da Consigliere provinciale di Teramo e da membro della Giunta provinciale amministrativa di Teramo.